# Aeropuerto Godofredo P. Ramos
El Aeropuerto Godofredo P. Ramos (en tagalo: Paliparang Godofredo P. Ramos,  en aclano: Paeuparan it Godofredo P. Ramos), también conocido como Aeropuerto de Caticlán y más recientemente Aeropuerto de Borácay,  (IATA: MPH, ICAO: RPVE) es un aeropuerto que sirve el área general del municipio de Malay, situada en la provincia de Aclán en Filipinas. Es una de las dos puertas de acceso a Borácay, uno de los destinos turísticos más conocidos del país. El aeropuerto está clasificado como aeropuerto principal Clase 2 por la Autoridad de Aviación Civil de Filipinas.
El aeropuerto es el séptimo aeropuerto más activo en las Filipinas y el tercero más activo en la región de Bisayas Occidentales, sirviendo a 761.961 pasajeros en 2008.
Desde el 8 de noviembre de 2002, el aeropuerto ha sido nombrado en honor de Godofredo P. Ramos, un exmiembro del Congreso que es nativo de Malay . Sin embargo, el nombre Aeropuerto de Caticlan que también se usa tiene su origen en su ubicación en el Barangay Caticlan en la misma ciudad.